# Hanna Hamer
Hanna Hamer – doktor nauk humanistycznych, psycholog społeczny, kliniczny, psychoterapeutka poznawczo-behawioralna.

## Życiorys
Doktorat w dziedzinie psychologii zdobyła w 1978 roku na Wydziale Psychologii Uniwersytetu Warszawskiego dzięki pracy o etykietowaniu prospołecznym – tytuł pracy to Wywoływanie motywacji prospołecznej u kobiet aktywnie egocentrycznych (promotor: Janusz Reykowski). Od 1994 roku prowadzi własną firmę (Agencja McEfekt) zajmującą się treningami psychologicznymi i psychoterapią nerwic. Prowadziła liczne badania naukowe, m.in. nad manipulacjami i makiawelizmem. Współpracowała także z zagranicznymi uczelniami. W latach 2004/2005 współpracowała między innymi z doktorem Samem McFarlandem, psychologiem z Western Kentucky University, w zakresie międzykulturowych i międzynarodowych badań nad uprzedzeniami i stopniem tak zwanej identyfikacji z ludzkością.
Wieloletnia wykładowczyni psychologii w SGGW w Warszawie, SWPS w Warszawie i NWSP w Białymstoku. W SWPS także promotorka 145 obronionych prac magisterskich. Prowadziła bloki psychologiczne w ramach MBA w SGGW. Trenerka różnych umiejętności społecznych, także w ramach własnej firmy consultingowo-szkoleniowej (od 1994 roku). Współpracuje z Uniwersytetem II Wieku w Warszawie i fundacją MaMa. Od wielu lat prowadzi treningi asertywności oraz współpracy z trudnym pacjentem dla lekarzy z wieloletnim stażem w Naczelnej Izbie Lekarskiej w Warszawie. Przez dwa lata prowadziła 32-godzinne bloki różnorodnych warsztatów psychologicznych dla absolwentów Akademii Medycznych (finansowane przez UE). Trzykrotnie przebywała na stypendium naukowym w Wielkiej Brytanii raz w Niemczech. Uczestniczyła w wielu konferencjach międzynarodowych i krajowych. Od wielu lat współpracuje z miesięcznikiem Charaktery oraz mediami – stacjami telewizyjnymi i radiowymi, jak i portalami internetowymi. Pisze artykuły naukowe, popularnonaukowe i książki (wykaz poniżej).
Mężatka, mama dwóch dorosłych córek.

## Najważniejsze publikacje
Książki, także współautorstwo (1978–2009):
1. Teoria osobowości a zachowania prospołeczne, współautor; W-wa, 1978. PAN, Instytut Filozofii i Socjologii.
2. Wybrane zagadnienia z psychologii społecznej, W-wa, 1995, SGGW.
3. Przystosowanie społeczne a nerwica, W-wa, 1996, SGGW.
4. Program lekcji wychowawczych dla uczniów wyższych klas szkół podstawowych oraz uczniów liceów i techników, W-wa, Ministerstwo Edukacji narodowej, 1993 – nagroda Ministra Edukacji.
5. Demon nietolerancji, W-wa, 1994, WSiP.
6. Klucz do efektywności nauczania, W-wa, 1994, Veda.
7. Wybrane zagadnienia z psychologii społecznej, współautor, W-wa, 1997, Format-AB.
8. Techniki skutecznego działania, współautor, W-wa, 1998, Format-AB.
9. Rozwój przez wprowadzanie zmian, W-wa, 1998, Centrum Edukacji Medycznej.
10. Nowoczesne uczenie się, albo ściąga z metodyki pracy umysłowej, W-wa, 1999, Veda.
11. Rozwój umiejętności społecznych – dla studentów, W-wa, 1999, Veda.
12. Rozwój umiejętności społecznych – dla prowadzących zajęcia, W-wa, 1999, Veda.
13. Oswoić nieśmiałość, W-wa, 2000, Veda.
14. Bliżej siebie, W-wa, 2001, Veda.
15. Współczesna rodzina – funkcjonowanie, zagrożenia, terapia, współautor, Kraków, 2002, Małopolskie Centrum Doskonalenia Nauczycieli.
16. Ja to wytłumaczę, współautor, Kielce, 2004, Charaktery.
17. Psychologia społeczna. Teoria i praktyka, podręcznik akademicki (nagroda rektora SGGW, I stopnia), W-wa, 2005, DIFIN.
18. Zgoda w rodzinie, W-wa, 2007, DIFIN.
19. Metody i techniki menedżerskie, współautor, W-wa, 2007, SGGW.

Publikacje 2010 i 2011:
1. Klucz do efektywności nauczania (2010), W-wa, Veda (wydanie II rozszerzone). Książka.
2. Nowoczesne uczenie się, albo ściąga z metodyki pracy umysłowej, (2010) Veda, W-wa (wydanie II rozszerzone). Książka.
3. Odsłony, czyli rozmowy z córką (2011) IMPULS, Kraków (współautorka: Magdalena Hamer). Książka.

Artykuły do kwartalnika Psychologia w Szkole (Wyd. Charaktery, Kielce):
1. Asertywność – mity i fakty. Jak odmawiać, żeby uniknąć opinii egoisty. 2/2011. 4-5.
2. Bez pouczania, asertywnymi krokami. 3/2011. 41-43.
3. Jak trudno oddzielić treści od formy krytyki. 4/2011. 37-39.

Publikacje 2012:
1. Podstawy umiejętności komunikacyjnych, współautor. Cztery rozdziały (z dziesięciu), [w:]: Ogólnopolskie szkolenia z zakresu funkcjonowania systemu ochrony zdrowia oraz umiejętności komunikacji, współpracy i budowania relacji z pacjentem dla lekarzy rozpoczynających pracę. Warszawa: Wydawnictwa Naczelnej Izby Lekarskiej. Książka.
2. Hamer, H. (2012). Poczucie własnej wartości oraz 3 scenariusze zajęć, [w:] B. Woynarowska (red.). Edukacja zdrowotna. Kielce: Wydawnictwo Pedagogiczne ZNP. 83-88 w Części Drugiej, p. 2. Książka.
3. Hamer. H. (2012). Zachowania asertywne oraz 4 scenariusze zajęć, [w:] B. Woynarowska (red.). Edukacja zdrowotna. Kielce: Wydawnictwo Pedagogiczne ZNP (122-127 w Części Drugiej, p. 3.5.). Książka.
4. Hamer, H. (2012). Umiejętności życiowe oraz 9 scenariuszy, [w:] B. Woynarowska (red.). Edukacja zdrowotna. Kielce: Wydawnictwo Pedagogiczne ZNP (171-194 w Części Trzeciej). Książka.
5. Hamer, H. (2012). O poczuciu własnej wartości. Psychologia w szkole nr 1. 45-47
6. Hamer, H. (2012). Głupota. Psychologia w szkole nr 2. 115-117 7)
7. Hamer, H. (2012). Żeby stres mniej dokuczał. Psychologia w szkole nr 2. 48-51
8. Hamer, H. (2012). Racjonalnie o emocjach. Psychologia w szkole nr 3. 63-65
9. Hamer, H. (2012). Sposoby na napięte mięśnie. Psychologia w szkole nr 3. 77-81
10. Hamer, H. (2012). Relaks ze Wschodu. Psychologia w Szkole. nr 4. 34-39
11. Hamer, H. (2012). Poczucie humoru. Psychologia w szkole. nr 4. 73-75.

Publikacje 2013:
1. Hamer, H. (2013). 16 scenariuszy zajęć szkolnych, [w:] B. Woynarowska (red.). Edukacja zdrowotna. Kielce: Wydawnictwo Pedagogiczne ZNP. Książka. II wydanie rozszerzone.
2. Hamer, H. (2013). Mądrość to brzmi dumnie. Psychologia w szkole nr 2. 66-71.
3. Hamer, H. (2013). Warto się uśmiechać. Psychologia w szkole nr 3.
4. Hamer, H. (2013). Korzyści z tolerancji. Psychologia w szkole nr 5.
5. Hamer, H., Hamer, K. (2013). Values, broad social identifications and generalized intolerance. – Materiały pokonferencyjne, Herzliya, Izrael, lipiec, 2013

Publikacje 2014:
1. Duchowość. Psychologia w szkole. Nr 1. s. 105–107
2. Epidemia samousprawiedliwiania. Psychologia w Szkole. Nr 2. 58-61
3. Hamer, K., Hamer, H. Powody uśmiechania się, [w:] Zagadnienia społeczne nr 1 (półrocznik wyd. przez NWSP w Białymstoku) 124-141
4. Hamer, K., Hamer, H. Psychologiczne podłoże uogólnionej nietolerancji, [w:] E. Drozda-Senkowska(red). O więzi społecznej na Podlasiu i nie tylko: refleksje i pytania psychologii społecznej. Białystok: Wyd. NWSP. 136-166 – książka.
5. Specyfika i doskonalenie komunikacji lekarz-pacjent w procesie terapeutycznym, [w:] monografii: Porozumiewanie się pacjentów i ich rodzin z personelem medycznym. Studium etyczno-prawne. Warszawa: Uniwersytet Kardynała Stefana Wyszyńskiego – książka.

Publikacje 2015:
1. Dary od ludzi, Charaktery, książka w serii OBLICZA, Kielce.
2. O potrzebie odpowiedzialności. Psychologia w Szkole. Nr 1. 48-50.
3. Perfekcyjne puzzle, czyli kompetencje i przekonania pomocne w budowaniu zespołu nauczycielskiego, [w:] Nauczyciel-Uczeń nr 4. (dwumiesięcznik). Gdańsk, Operon. 51-54.
4. Dobra komunikacja to podstawa, [w:] Gazeta Lekarska (miesięcznik). Nr 4. 17-19.

Publikacje 2016/2017:
1. Coaching czy psychoterapia? Zagadnienia Społeczne nr 2 (6)/2016. Wyd. NWSP, Białystok. 230-237.
2. Życie w dobrym stanie, [w:] „Jakość życia. Jak być w zgodzie z samym sobą?” 2017, Seria wydawnicza Charakterów, Kielce. 7-28.
3. Psychotest: Jak jest z moim dobrostanem, [w:] Jakość życia”, 2017 Seria wydawnicza Charakterów. Kielce. 29-34.
4. Marihuana – lek czy zagrożenie. Zagadnienia Społeczne nr 1 (7)/2017.
5. Warto porządkować życie by nie przegapić tego, co ważne, [w:] Poukładaj sobie życie, 2017, Seria wydawnicza Charakterów, Kielce, 7-24.
6. Jak dobrze kończyć, żeby lepiej zaczynać, [w:] Na lepszy początek, 2017, Seria wydawnicza Charakterów, Kielce, 7-24.

Oprócz tego pisuje także artykuły do magazynów popularnonaukowych.